# Saint Seiya: Saintia Shō
Saint Seiya: Saintia Shō (japanisch 聖闘士星矢 セインティア翔) ist eine Manga-Serie von Chimaki Kuori, die von 2013 bis 2021 in Japan erschienen ist. Es ist ein Spin-off der Manga-Serie Saint Seiya von Masami Kurumada. 2018 erschien eine Anime-Adaption von den Studios Toei Animation und Gonzo.

## Inhalt
Die Geschichte spielt während der Ereignisse von Saint Seiya. Die griechische Göttin Athena kehrt zurück, als das Böse die Erde verschlingt. Athena stellt ein neues Team von Kriegern zusammen, die sich Saintia nennen. Die Anführerin der Gruppe ist die junge Heilige namens Shō.

## Veröffentlichung
Die Mangaserie wurde von 2013 bis 2021 im Magazin Champion Red veröffentlicht. Die Kapitel wurden von Akita Shoten in 16 Sammelbänden veröffentlicht. Eine englische Ausgabe wurde von Seven Seas Entertainment herausgegeben, eine spanische bei Editorial Ivréa, eine italienische bei Planet Manga, eine portugiesische bei JBC und eine französische bei Kurokawa.

## Animeserie
Eine Adaption als Anime entstand beim Studio Toei Animation und Gonzo unter der Regie von Masato Tamagawa und nach einem Drehbuch von Ikuko Takahashi. Die künstlerische Leitung lag bei Kei Ichikura, für den Ton war Takeshi Takadera verantwortlich und für den Schnitt Yumi Jinguji. Das Charakterdesign entwarfen Fumina Nishino und Keiichi Ichikawa. Die Tonarbeiten leitete Takeshi Takadera und für die Kameraführung war Shinya Matsui zuständig.
Die zehn je 25 Minuten langen Folgen wurden vom 10. Dezember 2018 bis zum 18. Februar 2019 auf Crunchyroll international veröffentlicht. Die Plattform bot sie unter anderem mit deutschen und englischen Untertitel an. Für Französisch und Portugiesisch wurden auch Synchronfassungen produziert.

### Synchronisation
| Rolle                | japanischer Sprecher (Seiyū) |
| -------------------- | ---------------------------- |
| Shōko / Equuleus Shō | Aina Suzuki                  |
| Equuleus Kyōko       | Mao Ichimichi                |
| Dolphin Mii          | Megumi Nakajima              |
| Ursa Minor Xiaoling  | Suzuko Mimori                |
| Northern Crown Katya | Yukiko Morishita             |
| Cassiopeia Erda      | Ayana Taketatsu              |
| Saori Kido / Athena  | Inori Minase                 |
| Eris                 | Yū Kobayashi                 |

### Musik
Die Musik der Serie komponierte Toshihiko Sahashi. Das Vorspannlied ist The Beautiful Brave von Aina Suzuki, M.A.O, Inori Minase, und Megumi Nakajima. Der Abspann ist unterlegt mit Hohoemi no Resonance von Aina Suzuki und M.A.O.